# Giannotto Lomellini
Pour les articles homonymes, voir Lomellini.
Giannotto Lomellini (né en 1519 à Gênes et mort en 1574 dans la même ville) est un doge de Gênes du 10 octobre 1571 au 10 octobre 1573.

## Biographie
Giannotto Lomellini est un membre de la noble famille Lomellini. Fils de Andreola Spinola il nait à Gênes en 1519.
Les documents concernant sa biographie sont rares. Il fait partie de la noblesse « vecchia » (vieille) en opposition avec la « nuova » (nouvelle). Il est élu doge le 10 octobre 1571 au détriment de trois autres candidats à la charge : Gerolamo Lomellini, Francesco Lomellini et un membre de la famille Doria.
Giannotto Lomellini est le 23e doge de la réforme biennale et le 68e de l'histoire républicaine.
Il doit faire face aux conflits entre les familles nobles génoises et règle le problème Corse après les velléités d'indépendance anti génoises menées par le condottiere Sampiero Corso ; c'est le fils de Sampiero, Alfonso, de retour de France qui négocie la reddition de la Corse avec la république de Gênes.
Giannotto Lomellini termine son mandat le 10 octobre 1573 et meurt à Gênes en 1574.
Il est enterré dans la chapelle à droite au fond de la nef de l'église Santissima Annunziata di Sturla.

## Crédit d'auteurs
- (it) Cet article est partiellement ou en totalité issu de l’article de Wikipédia en italien intitulé « Giannotto Lomellini » (voir la liste des auteurs).